# Curetis shortlandica
Curetis shortlandica är en fjärilsart som beskrevs av Ribbe 1899. Curetis shortlandica ingår i släktet Curetis och familjen juvelvingar. Inga underarter finns listade i Catalogue of Life.